# Pierre Torreilles
Pierre Torreilles (* 21. Mai 1921 in Aimargues; † 22. Februar 2005 in Montpellier) war ein französischer Dichter und Buchhändler.

## Leben
Pierre Torreilles verbrachte seine Kindheit in der Camargue. Er studierte Literatur und protestantische Theologie in Aix-en-Provence. Ab 1944 engagierte er sich in der Résistance. Nach dem Krieg ließ er sich in Montpellier nieder, gründete die Buchhandlung Sauramps, eine der größten in Frankreich, und veröffentlichte von 1950 bis zu seinem Tod Dichtung, insgesamt mehr als 1000 Seiten. Ab 1968 erschienen seine Gedichte in den bedeutendsten Pariser Verlagen und wurden mehrfach mit Preisen ausgezeichnet.

## Werke (Auswahl)
- Voir. Poèmes. Seuil, Paris 1968.
- Le désert croît. Poèmes.  Seuil, Paris 1971. (Prix Broquette-Gonin für Literatur der Académie française)
- Denudare. Ode. Gallimard, Paris 1973.
- Menace innominée. Grasset, Paris 1976.
- Les Dieux rompus. Gallimard, Paris 1979.
- La voix désabritée. Gallimard, Paris 1981.
- Territoire du prédateur. Poème en 5 chants. Gallimard, Paris 1984.
- Margelles du silence. Poème. Gallimard, Paris 1986.
- Parages du séjour. Poème. Grasset, Paris 1989. (Prix Max-Jacob 1990)
- Venant à stance. Poèmes. Gallimard, Paris 1990.
- Où se dressait le cyprès blanc. Poèmes. Gallimard, Paris 1992.
- Pratique de la poésie. Suivi de poèmes, 2000–2006. Fata Morgana, Saint-Clément-de-Rivière 2011.